# Suurisaari (ö i Finland, Södra Karelen, Villmanstrand, lat 60,92, long 28,29)
Suurisaari är en ö i Finland. Den ligger i sjön Haapajärvi och i kommunen Villmanstrand i den ekonomiska regionen  Villmanstrands ekonomiska region  och landskapet Södra Karelen, i den södra delen av landet, 200 km öster om huvudstaden Helsingfors. Öns area är 14,3 hektar och dess största längd är 1 kilometer i sydöst-nordvästlig riktning.